# Digambara

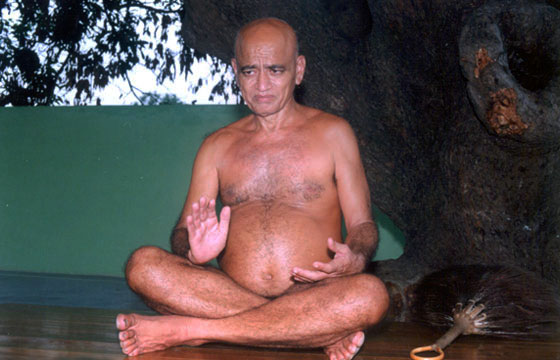
Acharya Vidyasagar, en framstående munk inom digambara.

Digambara (sanskrit digambara ”himmelsklädd”) är en av två huvudsakliga riktningar inom jainismen. Den andra är svetambara. 
Svetambara "vitklädd" beskriver munkarnas och nunnornas bruk att bära vita kläder. Detta skiljer dem från digambara, vars utövare även efter delningen av den jainistiska traditionen omkring år 300 f.Kr. bibehöll idealet att leva nakna.
De två riktningarna har sitt kärnområde i var sin del av Indien: svetambara i delstaterna Gujarat och Rajasthan i nordväst, och digambara i delstaten Karnataka i sydväst – med pilgrimsmålet Shravana Belgola.
Digambara följer en striktare tolkning av jainismen och en mer asketisk livshållning än andra jainister.